# Jaime Ross, 7.º Lorde Ross
Jaime Ross, 7.º Lorde Ross de Halkhead (falecido em março de 1636) foi um nobre escocês.
Ross foi o filho mais velho e herdeiro de Jaime Ross, 6.º Lorde Ross, que morreu em 17 de dezembro de 1633, com Margarida, filha de Gualtério Scott, 1.º Lorde Scott de Buccleuch. Os Rosses de Halkhead, ou Hawkhead, em Renfrewshire, foram uma família das Terras Baixas, aparentemente não aparentada com os Condes de Ross ou a família das Terras Altas de Ross de Balnagown.

## Morte
Ross morreu solteiro em março de 1636 em Jafa e foi sucedido por seu irmão, Guilherme.[carece de fontes?]